# Orfelia knabi
Orfelia knabi är en tvåvingeart som beskrevs av Lane 1950. Orfelia knabi ingår i släktet Orfelia och familjen platthornsmyggor.
Artens utbredningsområde är Costa Rica. Inga underarter finns listade i Catalogue of Life.